# Amietophrynus maculatus
Amietophrynus maculatus е вид жаба от семейство Крастави жаби (Bufonidae). Видът е незастрашен от изчезване.

## Разпространение
Разпространен е в Ангола, Бенин, Ботсвана, Буркина Фасо, Габон, Гана, Гвинея, Демократична република Конго, Етиопия, Замбия, Зимбабве, Камерун, Кения, Кот д'Ивоар, Либерия, Малави, Мозамбик, Намибия, Нигерия, Свазиленд, Сиера Леоне, Танзания, Уганда, Централноафриканска република и Южна Африка.

## Описание
Популацията на вида е стабилна.